# Parra
Parra ist ein spanischer Familienname.

## Namensträger
- Alondra de la Parra (* 1980), mexikanische Dirigentin
- Andrés Parra (* 1977), kolumbianischer Theater-, Film und Fernsehschauspieler
- Angelo Parra (* 1948), US-amerikanischer Bühnenautor
- Arantxa Parra Santonja (* 1982), spanische Tennisspielerin
- Benita Parra (* 2002), bolivianische Mittel- und Langstreckenläuferin
- Benito García de la Parra (1884–1953), spanischer Komponist und Musikpädagoge
- Blas Parra, chilenischer Fußballspieler
- Carlos Parra (* 1977), US-amerikanischer Fußballspieler und -nachwuchstrainer
- César Parra (Reiter) (* 1963), kolumbianisch-US-amerikanischer Dressurreiter
- César Parra (Leichtathlet) (* 2002), venezolanischer Leichtathlet
- Charlie Parra del Riego (* 1985), peruanischer Gitarrist und Komponist
- Dany Parra (* 1981), spanischer Eishockeyspieler
- Derek Parra (* 1970), US-amerikanischer Eisschnellläufer
- Edgar Peña Parra (* 1960), venezolanischer Geistlicher, Kurienerzbischof und Diplomat des Heiligen Stuhls
- Edwin Parra (* 1984), kolumbianischer Radrennfahrer
- Fabio Parra (* 1959), kolumbianischer Radrennfahrer
- Fito de la Parra (* 1946), mexikanischer Schlagzeuger
- Gilberto Parra (1992–2018), mexikanischer Boxer
- Gonzalo Parra-Aranguren (1928–2016), venezolanischer Jurist und Richter am Internationalen Gerichtshof
- Gustavo Parra Arévalo (* 1963), kolumbianischer Komponist
- Héctor Parra (1891–1968), chilenischer Fußballspieler und -trainer
- Herminia Parra (* 1997), spanische Sprinterin
- Ibán Parra (* 1977), spanischer Fußballspieler
- Iván Parra (* 1975), kolumbianischer Radrennfahrer
- Joel Parra (* 2000), spanischer Basketballspieler
- John Parra (* 1974), kolumbianischer Radrennfahrer
- John Fredy Parra (* 1974), kolumbianischer Radrennfahrer
- Jordan Parra (* 1994), kolumbianischer Radrennfahrer
- José Cayetano Parra Novo (* 1950), spanisch-guatemaltekischer Ordensgeistlicher, römisch-katholischer Bischof von Santa Rosa de Lima
- José Félix Parra (* 1997), spanischer Radrennfahrer
- José Quintero Parra (1902–1984), venezolanischer Geistlicher, Erzbischof von Caracas und Kardinal
- José de Jesús Sahagún de la Parra (* 1922), emeritierter Bischof von Ciudad Lázaro Cárdenas
- Juan Parra (* 1972), mexikanischer Fußballspieler
- Lorenzo Parra (* 1978), venezolanischer Boxer
- Luis Alberto Parra Mora (1944–2023), kolumbianischer Geistlicher, Bischof von Mocoa-Sibundoy
- Marco Antonio de la Parra (* 1952), chilenischer Psychiater, Autor und Dramatiker
- Marco Antonio Parra (* 1985), mexikanischer Fußballspieler
- Mariano José Parra León (1920–1989), venezolanischer römisch-katholischer Geistlicher, Bischof von Cumaná
- Mariano José Parra Sandoval (* 1947), venezolanischer Priester, Bischof von Ciudad Guayana
- Mauricio Parra (* 1972), spanischer Basketballtrainer
- Morgan Parra (* 1988), französischer Rugby-Union-Spieler
- Nicanor Parra (1914–2018), chilenischer Dichter
- Pablo Parra (* 1994), chilenischer Fußballspieler
- Piet Parra (* 1976), niederländischer Grafiker
- Pim de la Parra (1940–2024), surinamisch-niederländischer Filmregisseur, Produzent und Drehbuchautor
- Rajiv van La Parra (* 1991), niederländischer Fußballspieler
- Roberto Parra (* 1976), spanischer Mittelstreckenläufer
- Teresa de la Parra (1889–1936), venezolanische Schriftstellerin
- Violeta Parra (1917–1967), chilenische Folklore-Musikerin
- Viviane Parra (* 1972), portugiesische Sängerin
- Waldo L. Parra (* 1965), chilenischer Anwalt